# Midye dolma

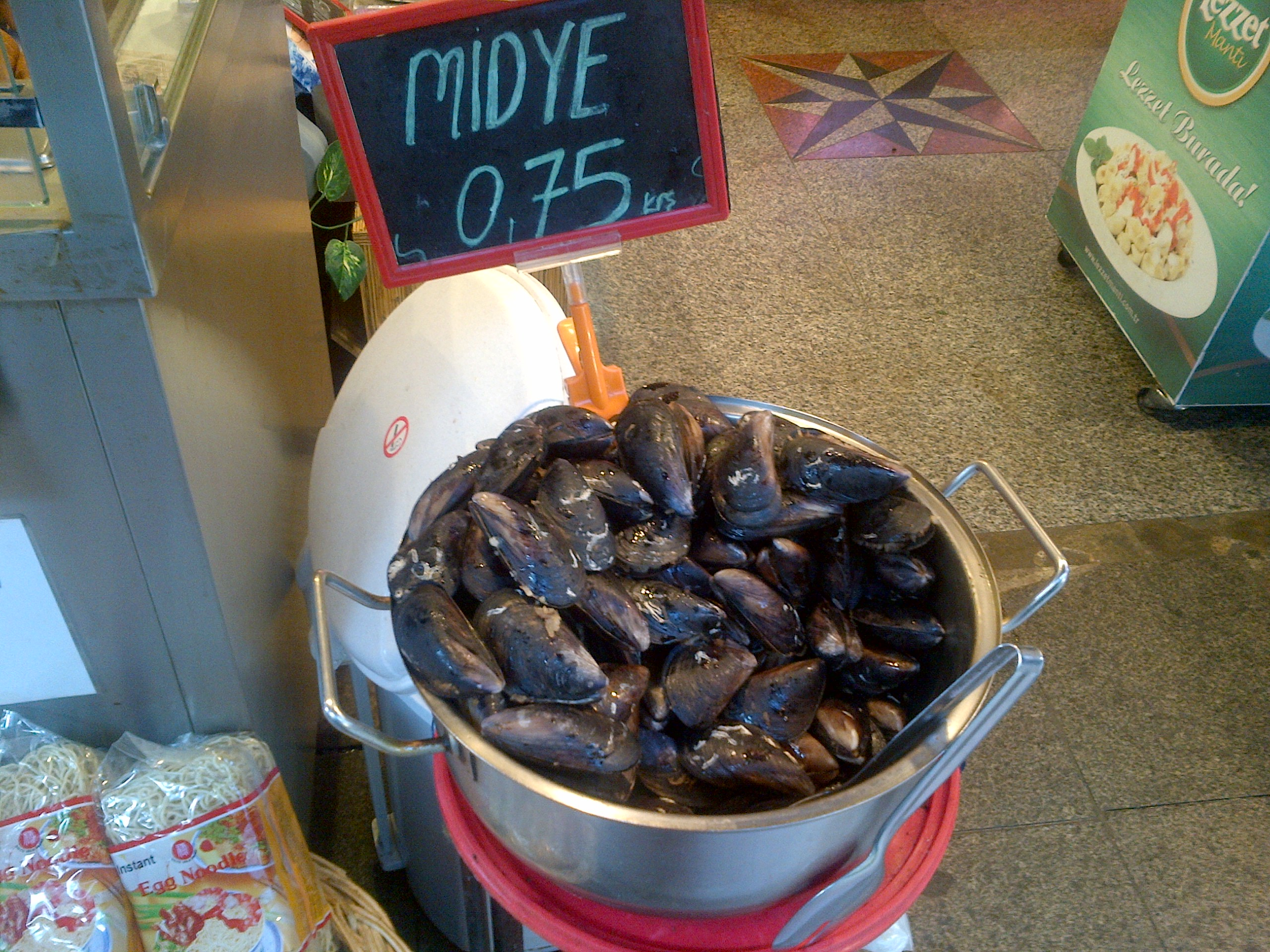
Midye dolma, acabades de cuinar, a consumir de seguida o per a emportar a casa, al mercat històric de Kadıköy, İstanbul.

 Midye dolma o midye dolması (en idioma turc, corresponen a "cholgas farcides" en català) és un plat pertanyent a la cuina turca.
Midye dolma són musclos farcides amb "iç pilavı" un tipus de pilav fet amb arròs, panses de cassís, pinyons i diverses espècies.
Juntament amb altres plats de cholgas i musclos, a la cuina turca es categoritzen entre els plats d'entrants o meze. A part de ser un variant de dolma, també se'l considera un plat de menjar de carrer.

## En la cultura popular
Els venedors de midye dolma d'Istanbul, interessantment, venen de Mardin, una província sense mar.